# 신오스만주의

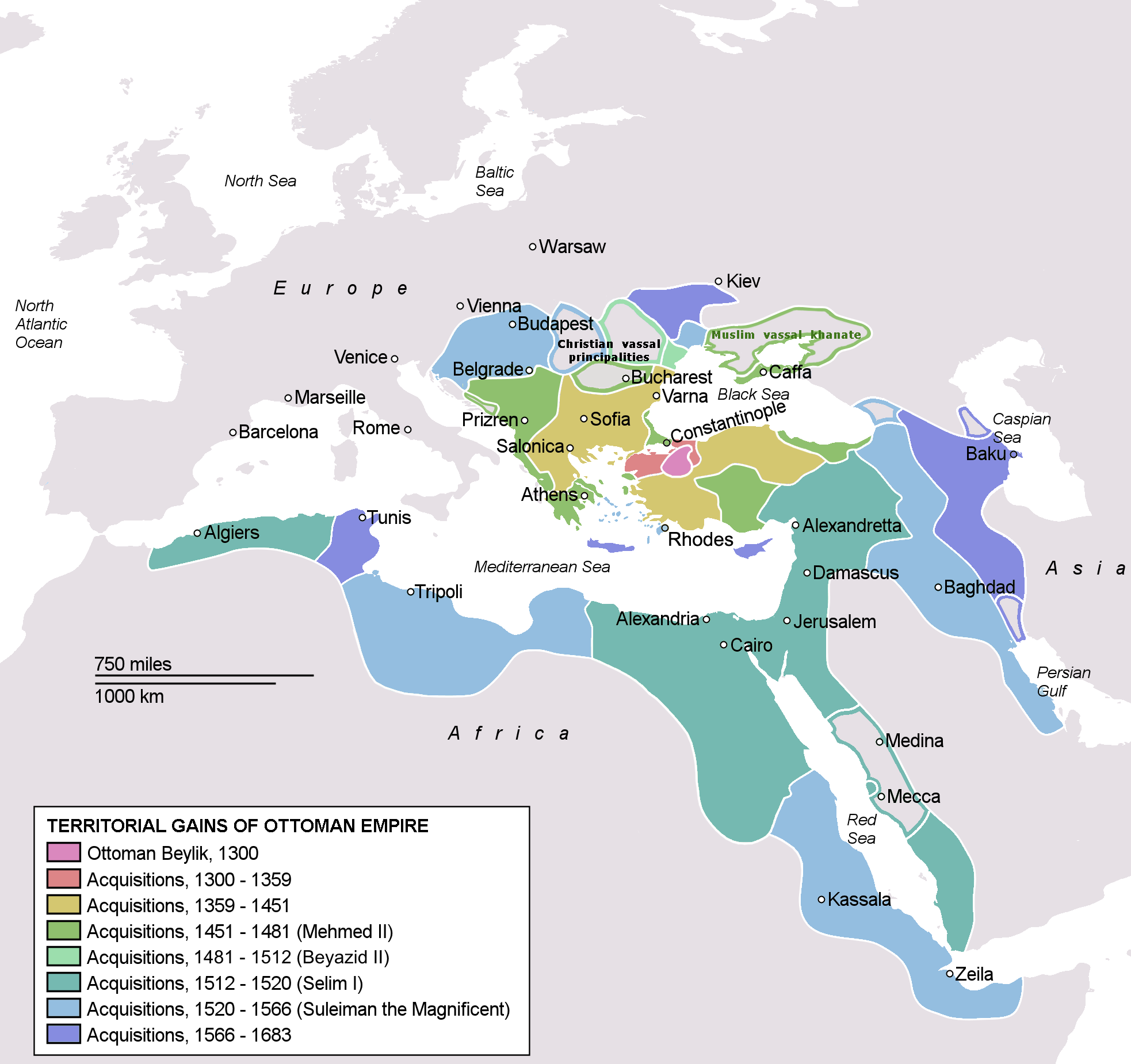
1683년 오스만 제국의 영토

신오스만주의 ( 튀르키예어: Yeni Osmanlıcılık, Neo-Osmanlıcılık )는 가장 넓은 의미에서 튀르키예의 오스만 제국 과거를 존중하고 이전 지역 내에서 튀르키예 공화국의 더 큰 정치적 참여를 촉진하는 독립주의 적이고 제국주의적인 튀르키예의 정치 이데올로기이다. 오스만 제국의 통치, 특히 현대 튀르키예의 영토를 덮은 전신 국가.

## 같이 보기
- 이레덴티즘
- 케말리즘
- 에게 해 분쟁
- 범투르크주의
- 튀르키예의 키프로스 침공